# Стретфорд Энд

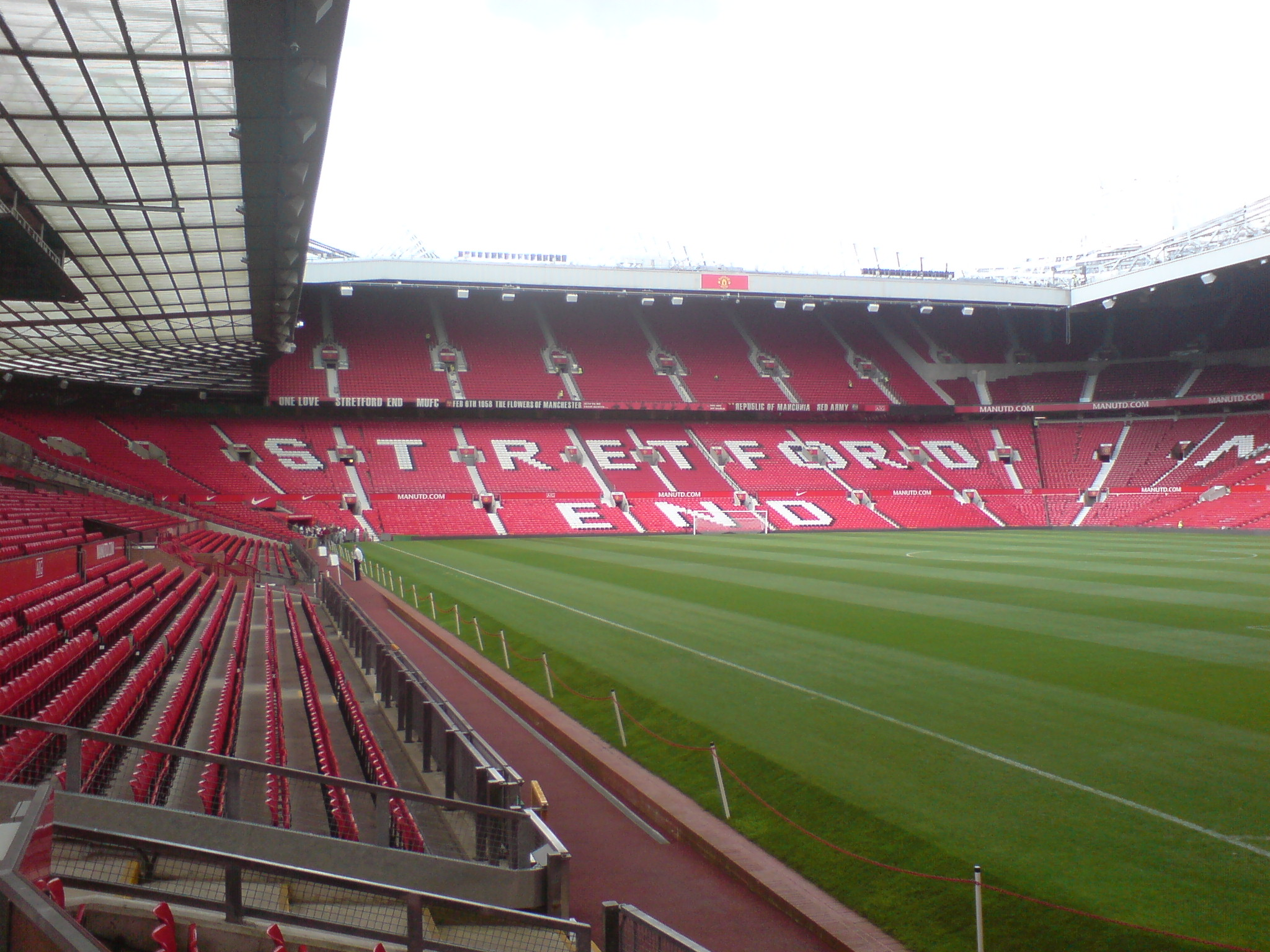
Фотография «Стретфорд Энд», сделанная из юго-восточного угла стадиона

Стре́тфорд Энд (англ. Stretford End; официальное название — Западная трибуна (англ. West Stand)) — трибуна в западной части «Олд Траффорд», футбольного стадиона английского клуба «Манчестер Юнайтед». Она получила своё название от расположенного неподалёку от стадиона города Стретфорд, так как располагается в направлении Стретфорда, если смотреть из центра поля. Трибуна состоит из двух ярусов, и, наряду с другими трибунами, имеет консольную крышу.

## История

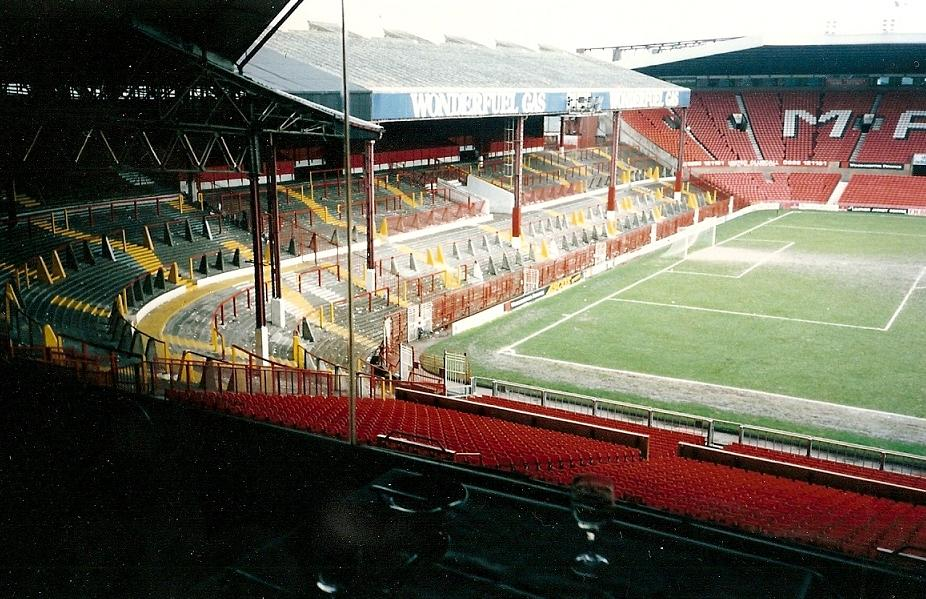
Трибуны «Стретфорд Энд» до 1993 года

Традиционно, на «Стретфорд Энд» собираются самые преданные и ярые фанаты, которые предпочитают поддерживать команду песнями и кричалками, стоя на ногах. До того момента, как стадион стал полностью сидячим, это была главная стоячая трибуна стадиона, вмещающая около 20 000 болельщиков «Манчестер Юнайтед». Однажды были проведены расчёты, согласно которым рёв толпы на «Стретфорд Энд» превышал по громкости шум от взлёта «Боинга 747». Последним матчем,  сыгранным перед знаменитой «стоячей трибуной» стала встреча между «Юнайтед» и «Тоттенхэм Хотспур» 2 мая 1992 года. Встреча завершилась победой хозяев со счётом 3:1. Это была финальная игра сезона 1991/92 в Первом дивизионе.
В ходе сезона 1992/93 «Стретфорд Энд» подвергся реконструкции стоимостью 10 млн. фунтов в соответствии с докладом Тейлора, обязывавшим все клубы Премьер-лиги и Первого дивизиона реконструировать стадионы в полностью сидячие. К началу сезона 1994/95 «Стретфорд Энд» стал полностью сидячим, обзавёлся консольной крышей и сменил своё официальное название на «Западную трибуну» (хотя до сих пор Западную трибуну часто называют «Стретфорд Энд»). К началу сезона 2000/01 был построен второй ярус трибуны, что создало мощную атмосферу, которую иногда сравнивают с атмосферой, царившей на старом «Стретфорд Энде». На Западной трибуне расположился ряд административных боксов, а на первом ярусе есть сектора для семейного просмотра матчей, что вызывает раздражение у многих хардкорных фанатов, которые предпочитают стоять и петь песни на протяжении всего матча. Под южным углом трибуны находится раздевалка футболистов, туннель и комнаты отдыха.
Только Денис Лоу и Эрик Кантона получили прозвища «Король „Стретфорд Энда“» среди фанов «Юнайтед»: первый — за свой невероятный голевой рекорд, второй — за свою особую ауру и харизму на поле.
После того, как спонсоры «Манчестер Юнайтед», компания «Vodafone» досрочно завершила контракт с клубом, логотипы новых спонсоров, компании «AIG», больше не отображались на сидениях; эмблема «Nike» была перенесена на сидения Восточной трибуны, а на сидениях Западной трибуны появилась надпись «Стретфорд Энд». Верхний ярус Западной трибуны обычно занят фанами, которые любят стоять и петь на протяжении всего матча. В основном, на трибуне присутствуют болельщики, которые также путешествуют с клубом на выездные матчи. Именно поэтому выездная поддержка «Манчестер Юнайтед» считается одной из лучших в Британии и перекрикивает многих болельщиков команд-соперников.
«Стретфорд Энд» также является названием «Веб-сайта мечты» (www.stretfordend.co.uk), на котором можно найти самую разнообразную статистику, связанную с «Манчестер Юнайтед». Сайт содержит более 12 000 информационных страниц. В ноябре 2006 года сайт стал официальным поставщиком статистики для официального сайта клуба (www.manutd.com). «Веб-сайт Стретфорд Энд» оказывает финансовую поддержку двум благотворительным программам клуба: «Ассоциация болельщиков-инвалидов Манчестер Юнайтед» (MUDSA) и «Юнайтед фор ЮНИСЕФ».

## Баннеры
После завершения строительства второго яруса клуб разрешил болельщикам вывешивать баннеры на стене перед вторым ярусом. После этого образовались группы болельщиков, которые создавали и оплачивали расходы на производство баннеров. Ниже перечислены некоторые из использованных на баннерах слоганов:

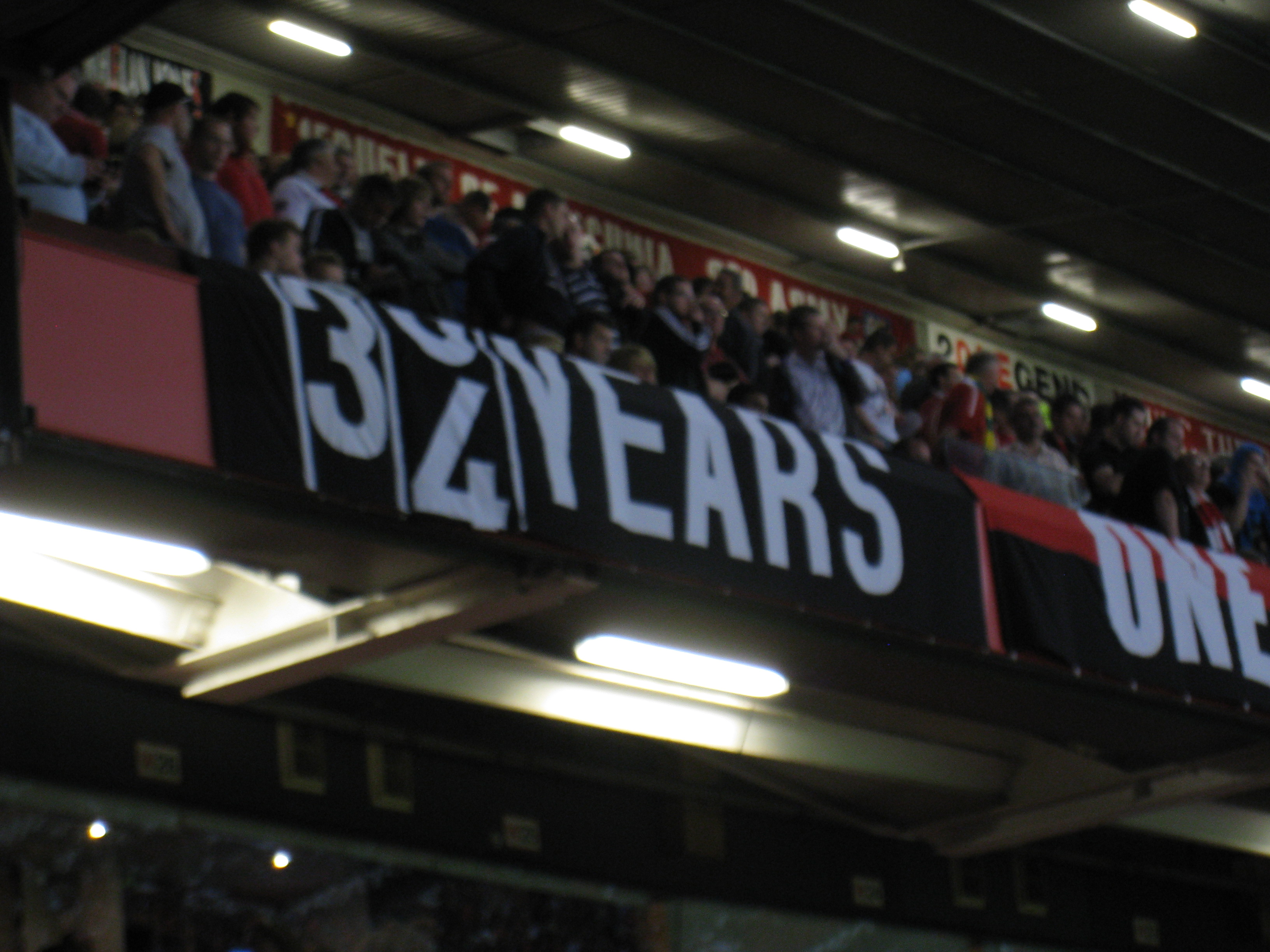
Популярный баннер, демонстрировавший количество лет, в течение которых «Манчестер Сити» не выигрывал трофеи

- 019 Times (19 раз) — этот баннер сменил знаменитый баннер 35/36 years в мае 2011 года. Он отсылает к рекордным 19 победам «Юнайтед» в чемпионате Англии. Впервые был вывешен 22 мая 2011 года на матче против «Блэкпула».
- 035/36 Years (35/36 лет) — отсылка ко временному периоду, в течение которого конкуренты «Юнайтед», «Манчестер Сити», не выигрывали титулов. Использовался до 2011 года (когда «Сити» выиграл Кубок Англии). Болельщики использовали набор цифр на липучке, так что число лет можно было менять каждый сезон. Этот баннер называли «баннером с часовым механизмом» и его можно было часто наблюдать из экспертной комнаты по телевидению во время перерыва после первого тайма.
- MUFC The Religion («Манчестер Юнайтед» — религия) — баннер символизирует высокую степень преданности и фанатизма по отношению к клубу.
- Manchester is my Heaven (Манчестер — мой рай) — впервые вывешен в январе 2010 года. Этот красный баннер цитирует сэра Мэтта Басби, который назвал Манчестер «своим раем». В 1956 году Басби отверг предложение Сантьяго Бернабеу стать главным тренером мадридского «Реала», заявив, что уже тренирует клуб своей мечты.
- Giggs Tearing You Apart Since 1991 (Гиггз разрывает вас на части с 1991 года) — баннер появился в начале 2011 года. Он посвящён 20-летнему юбилею выступлений Райана Гиггза за «Манчестер Юнайтед».
- Republik of Mancunia (Республика Манкуния) — Red Army — написанное на лжекириллице и отражающее гордость манкунианцев за клуб и, для некоторых, безразличие к сборной Англии.
- 2O LEGEND (2О ЛЕгенда) — отсылка к нападающему «Юнайтед» Уле Гуннару Сульшеру, который к моменту создания баннера пропустил более года игры из-за травмы. Сульшер играл за клуб в футболке под номером «20».
- One Love — Stretford End — MUFC (Одна любовь — «Стретфорд Энд» — «Манчестер Юнайтед») — One Love является названием песни манкунианской группы Stone Roses, которая была исполнена на финале Лиги чемпионов 1999 года, в котором победил «Манчестер Юнайтед».
- 6 February 1958 — The Flowers of Manchester (6 февраля 1958 года — цветы Манчестера) — Дань памяти погибшим в мюнхенской авиакатастрофе, забравшей жизни девяти игроков «Юнайтед». The Flowers of Manchester — название песни группы The Spinners, написанной в память об авиакатастрофе.
- Form Is Temporary Class Is Permanent (Форма временна, класс постоянен) — баннер является отсылкой к истории клуба и утверждает, что в «Манчестер Юнайтед» всегда играли великие футболисты. Хотя в отдельном матче любая команда может победить любую команду, это не отражает общий класс команды.
- Sent To Me From Heaven…You Are My World (Посланный мне с небес… Ты — мой мир) — отсылка к позднему Джорджу Бесту, текст из песни группы Stone Roses под названием Sally Cinnamon.

В августе 2005 года баннеры исчезли. Изначально это было вызвано строительными работами на углах стадиона, но после их завершения большинство владельцев флагов решило не вывешивать их снова в знак протеста против захвата клуба Малкольмом Глейзером.
На «Стретфорд Энд» появились новые баннеры и вернулись часть старых — например, ONE LOVE STRETFORD END MUFC. Возвращение этого баннера было неоднозначно среди болельщиков клуба: часть из них увидело в этом выражение своего признания и доверия к новому владельцу клуба, Малкольму Глейзеру и его семье.
Новые баннеры
- The Phoenix Banner — MUFC — EST 1878 WE’LL NEVER DIE (впервые размещён во время матча с «Блэкберн Роверс»)
- Blue Nose Day Banner — Blue Nose day comic relief for 29 yrs (в матче с «Манчестер Сити»)
- In Memory of Noel Cantwell Banner — Noel Cantwell 1932—2005 RIP (в матче с «Манчестер Сити»)
- Eusebio I Say Kiddo Banner — Eusebio and I say Kiddo…Kiddo, Kiddo — Wembley’68 (в матче с «Бенфикой»)
- United > England (в матче с «Тоттенхэм Хотспур», позже был убран после многочисленных протестов)
- For Everymanc A Religion (ссылка на песню Иэна Брауна F.E.A.R.)

## Статуя
На верхней площадке Западной трибуны находится статуя легендарного нападающего «Юнайтед» 1960-х годов Дениса Лоу, которая была открыта 23 сентября 2002 года. Лоу получил прозвище «Король „Стретфорд Энда“» и является одним из идолов местных старожилов.